# Лінгвостилістика
Лінгвостилі́стика — наука про стильові різновиди мови, що визначені умовами, метою спілкування, мовними засобами і мірою їх використання.
Завдання лінгвостилістики полягають у визначенні специфіки кожного із стильових різновидів, їхньому розмежуванні, встановленні умов функціонування і взаємодії стилів.